# Nomen Verlag
Nomen Verlag ist ein 2005 gegründeter, unabhängiger Verlag mit Sitz in Frankfurt am Main.

## Geschichte
Der Verlag wurde 2005 in Frankfurt am Main von Joachim Schäfer und Harry Neubert gegründet. Diese hatten auch schon von 1980 an zusammen mit Annette Koch den Nexus Verlag betrieben, der seit 1991 zusammen mit dem Verlag Roter Stern die beiden Buchreihen des Stroemfeld Verlages bildete. Nach dem Tod von Harry Neubert im Oktober 2008 übernahm Joachim Schäfer die alleinige Leitung des Nomen Verlages.

## Rechtsstreit mit Sal. Oppenheim Bank
2006 erschien im Nomen Verlag Werner Rügemers Buch Der Bankier – Ungebetener Nachruf auf Alfred Freiherr von Oppenheim. Die Bank Sal. Oppenheim erwirkte durch die Kanzlei des Anwalts Christian Schertz eine einstweilige Verfügung gegen Verlag und Autor sowie Abmahnungen gegen alle deutschen Buchhändler, um den Buchverkauf zu verhindern. Daraufhin veröffentlichte der Verlag eine Ausgabe mit Schwärzungen der beklagten Passagen, die später zu einem Großteil von den Gerichten aufgehoben wurden.

## Autoren
Zu den Autoren des Nomen Verlages gehören unter anderem:
- Gerd Bedszent
- Zbigniew Brzeziński
- Noam Chomsky
- Jean Claude Diallo
- Reiner Diederich
- Wilfried Fiebig
- Oskar Lafontaine
- Bernd Maelicke
- Peter Menne
- Günther Moewes
- José Mujica
- Elvie Nern
- Helmut Ortner
- Claudia Pinl
- Hermann Ploppa
- Edzard Reuter
- Werner Rügemer
- Dieter Schenk
- Erich Schöndorf
- Hans See
- Aktham Suliman
- Hans Weiss
- Matthias Zimmer